# Стефан Аладжов
Стефан Атанасов Аладжов е български футболист, ляв защитник. Легенда на Левски (София), където играе общо 14 сезона от 1967 г. до 1981 г. Рекордьор по изиграни мачове за клуба в А група. Обявен за Футболист № 1 на България през 1970 г.
Носил е също екипите на Спартак (София) (1964–1966), ДНА (Сливен) (1966–1967) и ЖСК-Спартак (Варна) (1981–1982).
С националния отбор на България участва на две световни първенства – Мексико'70 и Германия'74.

## Биография
Аладжов започва кариерата си в Спартак (София), като записва 10 мача за клуба в А група. През 1966 г. преминава във втородивизионния Сливен и помага на отбора да спечели промоция за елита.
През 1967 г. става част от Левски (София). Рекордьор по изиграни мачове за клуба в А група - 368 мача и 4 гола. Общо с екипа на Левски има 469 мача и 9 гола (за първенството – 368, купата на страната – 65 и европейските турнири – 40: 9 за КЕШ, 12 за КНК и 19 за купата на УЕФА), 80 приятелски международни мача и над 70 други мача.
С Левски е пет пъти шампион на България - 1968, 1970, 1974, 1977, 1979 г. и пет пъти носител на купата на страната - 1970, 1971, 1976, 1977, 1979 г.
Има 30 мача и 1 гол в А националния отбор (1969-1979), 1 мач за Б националния, 9 мача и 1 гол за младежкия и 7 мача за юношеския национален отбор. Участва на финалите на СП в Мексико през 1970 година, в мача срещу Перу. Същата година е избран и за Футболист № 1 на България. Завършва ВИФ „Георги Димитров“. „Заслужил майстор на спорта“ от 1973 г. Футболист със сигурна игра в защита, добро взаимодействие със съотборниците си и спортсменски дух.

## Треньорска кариера
След края на състезателната си кариера Аладжов на два пъти работи като помощник-треньор на Левски (София) в щаба на Васил Методиев - в периода 1987-1989, както и през сезон 1990/91. През сезон 1989/90 е старши треньор на Осъм (Ловеч) в Б група. Впоследствие дълго време е треньор в детско-юношеската школа на Левски.